# Amerila bubo
Amerila bubo är en fjärilsart som beskrevs av Walker 1855. Amerila bubo ingår i släktet Amerila och familjen björnspinnare. Inga underarter finns listade i Catalogue of Life.